# Пиплмувер (Венеция)
Пиплмувер в Венеции, Италия (итал. People Mover) — городская автоматизированная система перевозки пассажиров с эстакадными путями, малой колеей и малогабаритным подвижным составом. Имеет канатную тягу подвижного состава, аналогично фуникулёру или канатному трамваю. На всех станциях установлены платформенные раздвижные двери.

## История
План создания транспортной системы, которая соединила бы между собой остров Тронкетто, Морской вокзал Венеции и Пьяццале Рома, возник в 1996 году и был окончательно утверждён в декабре 2000 года. В конце 2001 года по этому вопросу было заключено рамочное соглашение между всеми заинтересованными органами: муниципалитетом Венеции, правительством провинции Венеция, органами контроля архитектурного наследия, государственными железными дорогами и руководством порта Венеции.
Реализация проекта по сооружению автоматического рельсового транспорта в 2002 году была поручена ASM (компания Венеции, которая занимается организацией общественного транспорта в городе). После ряда дискуссий и дополнительных согласований в декабре 2004 года окончательный проект был утверждён, и началась процедура выбора подрядчиков на конкурсной основе.
Первоначальная сметная стоимость строительства составляла 16 млн.евро и предусматривала в качестве источников финансирования как средства ASM, так и государственное финансирование по линии министерства финансов(согласно Закону 211/92 об инвестициях в системы скоростного общественного транспорта). Окончательная стоимость строительства составила 22,7 млн евро в связи с незапланированными работами в области подземных коммуникаций.
Монтаж системы канатной дороги выполнило итальянское отделение австрийской компании Doppelmayr Cable Car, строительные работы — временно созданный консорциум в составе компаний SACAIM SpA, SICOP Srl и Doppelmayr.
Строительство системы началось в 2007 году и формально его открытие состоялось 19 декабря 2009, с задержкой приблизительно в один год против запланированного, после чего подразделением министерства инфраструктуры и транспорта Италии проводились соответствующие испытания. Ожидалось, что коммерческие перевозки пассажиров начнутся в марте 2010 года, но на самом деле реальный запуск системы в эксплуатацию состоялся 19 апреля 2010 года.

## Описание
Линия длиной 870 м имеет 3 станции. Для реализации этой системы было использовано оборудование Cable Liner Bypass австрийской фирмы Doppelmayr Cable Car. Принцип действия этой системы аналогичен фуникулёру: два 4-вагонных безмоторных состава постоянно зафиксированы на канатной тяге и движутся по трассе в противоположных направлениях. Вместимость каждого вагона 50 пассажиров. На трассе системы устроен один путь с разъездом для вагонов посередине дистанции. На трассе отсутствует существенный уклон, что отличает эту систему от классического фуникулёра: максимальный уклон на участке у канала Тронкето 6,2 %, на остальных участках не более 5 %.
Со станции «Пьяццале Рома» есть пересадка на городские автобусы и переход к железнодорожному вокзалу, с обеих конечных — на такси, со всех трёх — на вапоретто и другой городской водный транспорт. Рядом со станцией «Мариттима» находится пассажирский морской терминал, а на острове Тронкетто — причал автомобильного парома на остров Лидо ди Венеция и до Пунта Саббиони на курорте Каваллино-Трепорти, а также автомобильные и автобусные стоянки.
Пиплмувер включён в общую систему тарифов и билетов наземного (не водного) транспорта города. Билеты можно приобрести в билетных автоматах, расположенных в помещениях станций, а также в агентствах «Venezia Unica» и у других авторизованных продавцов.

## Галерея

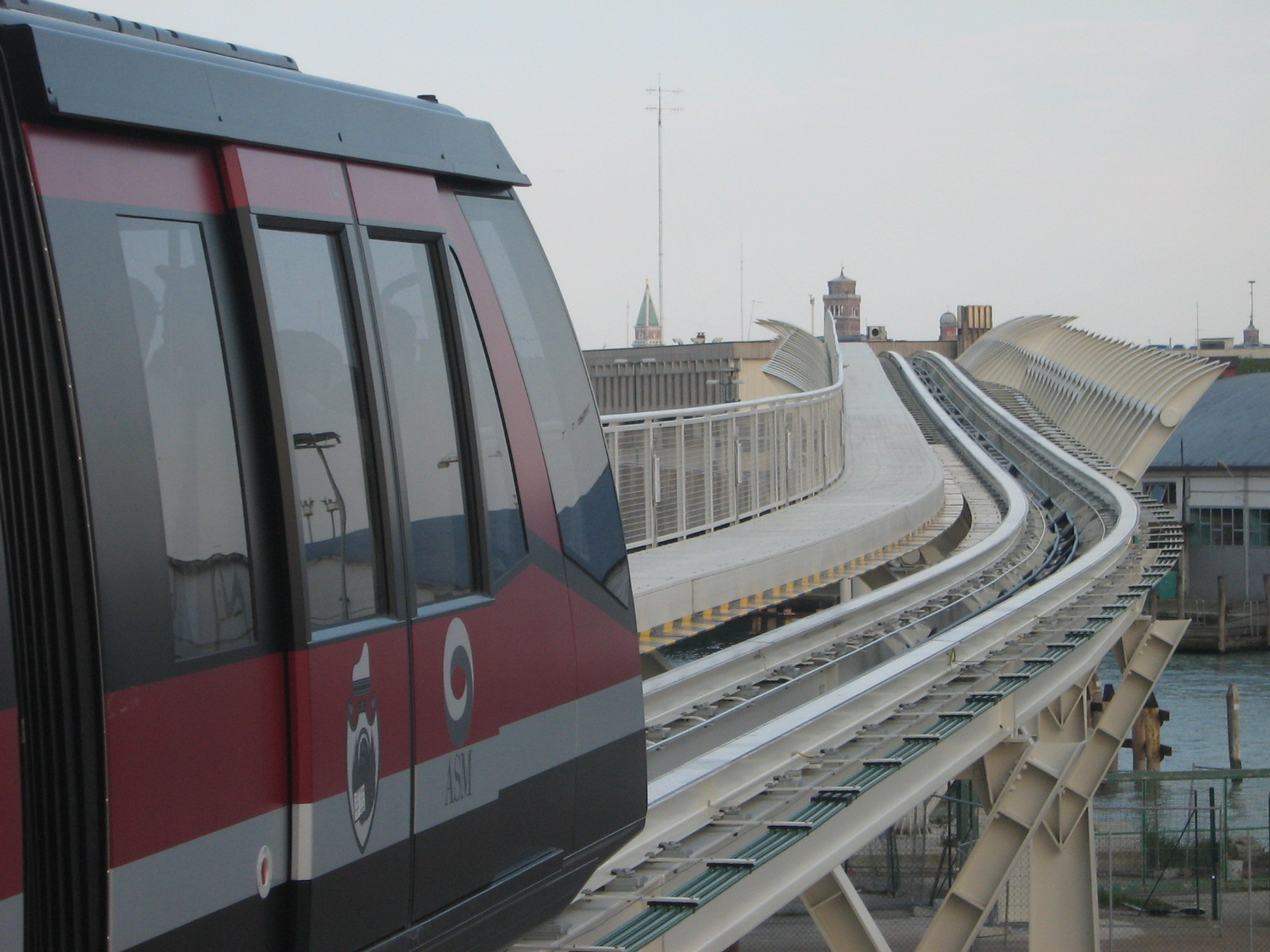
Состав отходит от станции Тронкетто
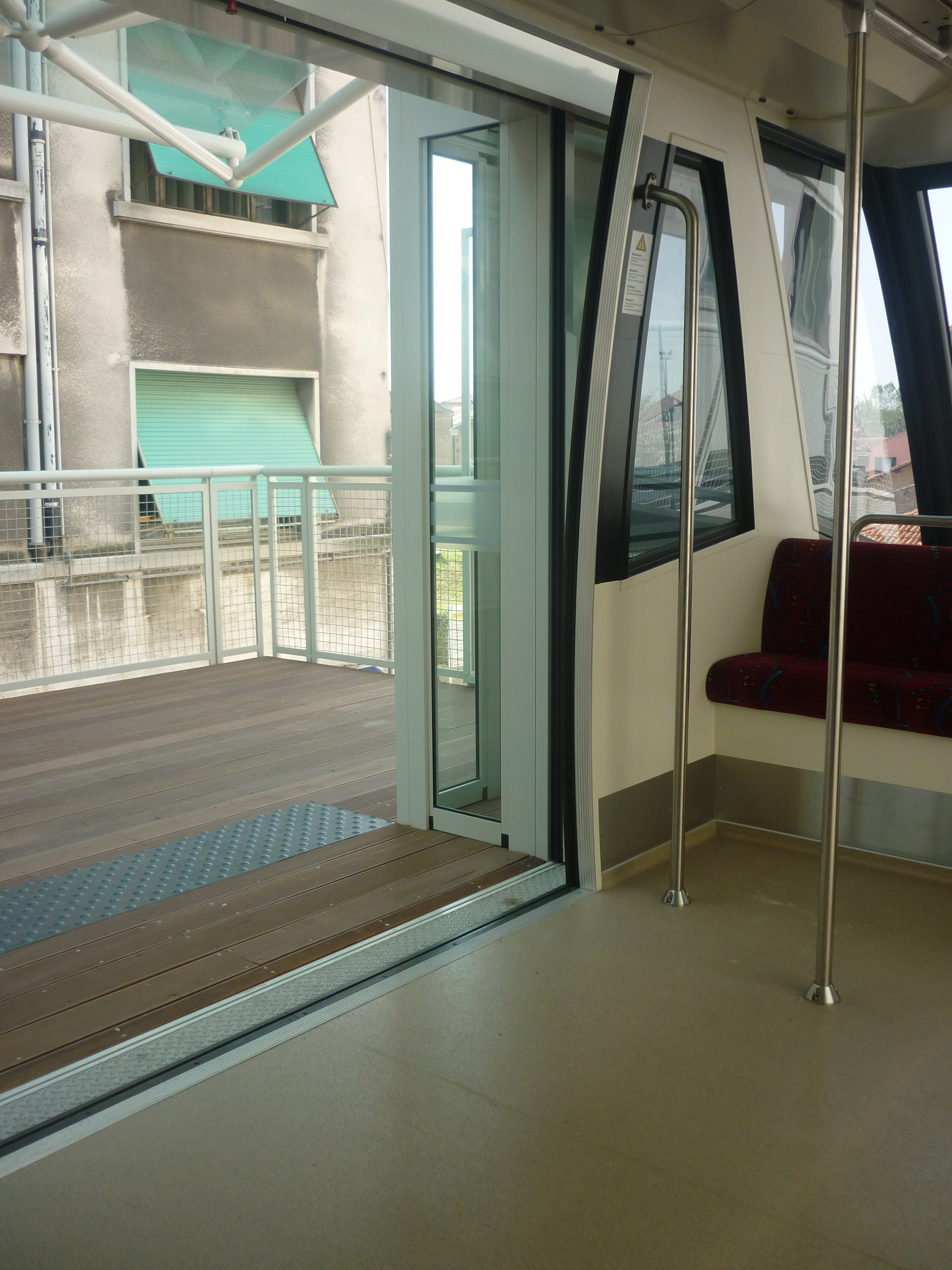
Вагон изнутри
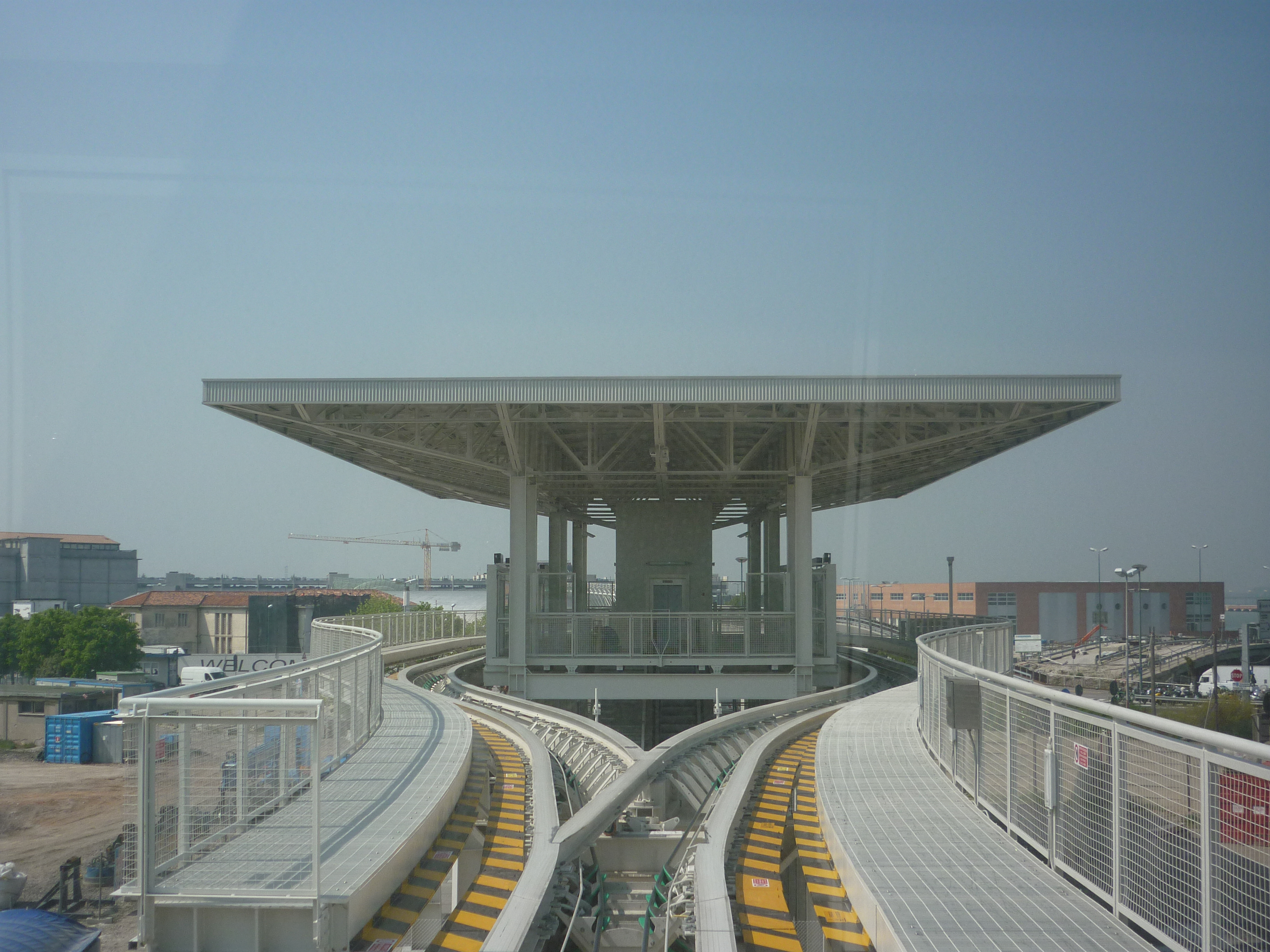
Станция Мариттима
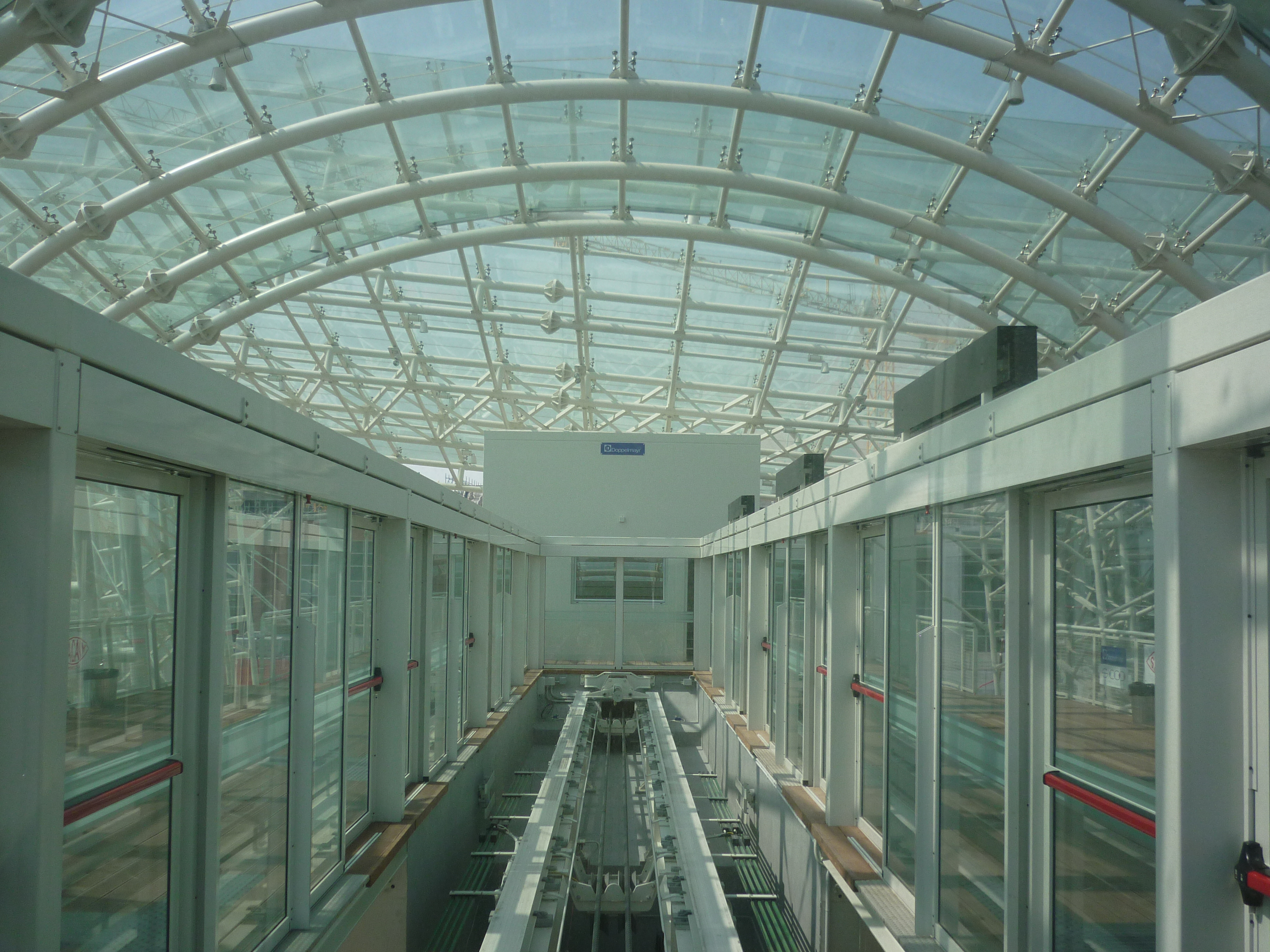
Прибытие на станцию Тронкетто: высадка — налево, посадка — справа
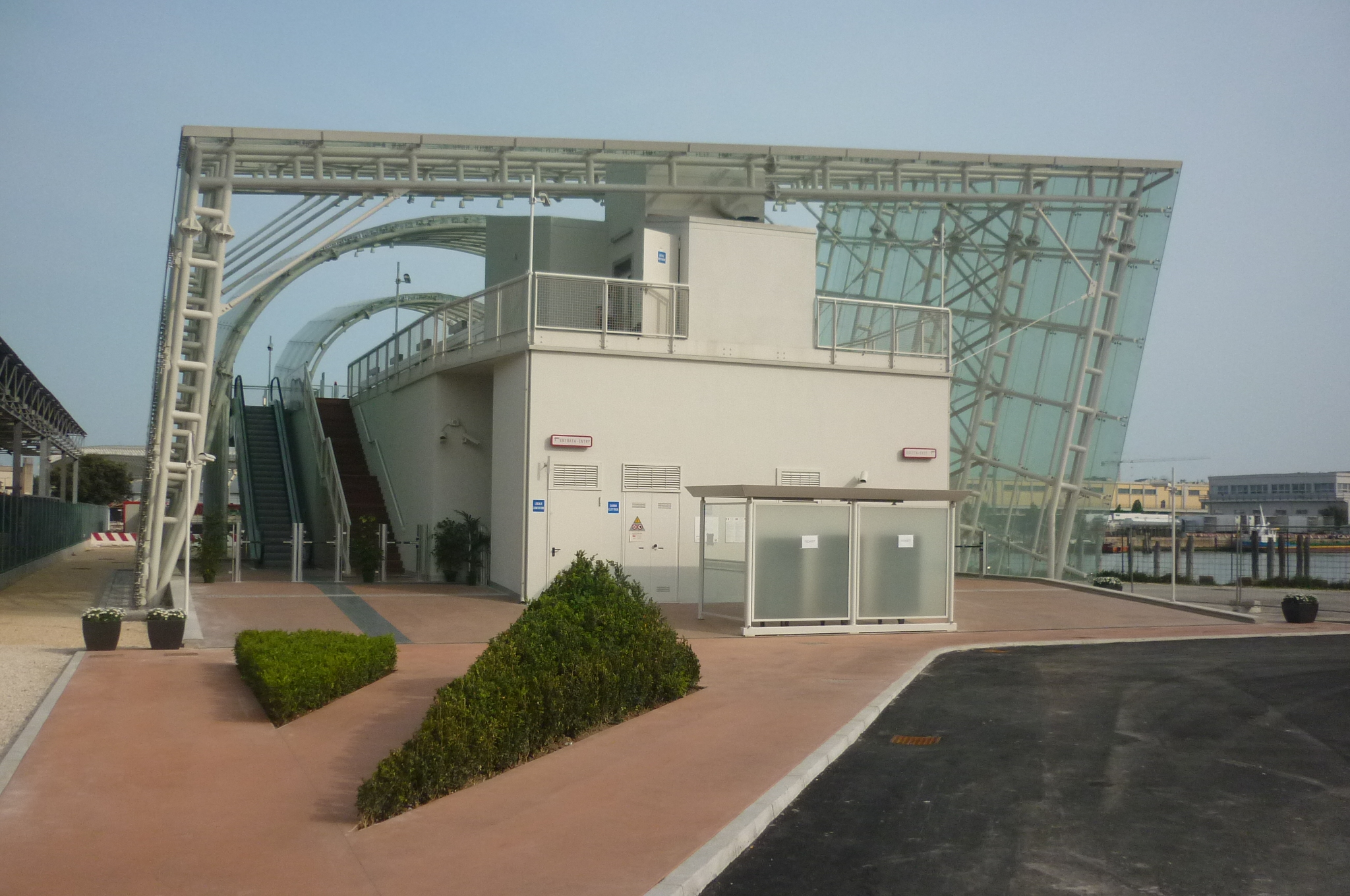
Станция Тронкетто
Схема вагонной тележки на рельсовом пути